# 岡山県道42号岡山停車場線
岡山県道42号岡山停車場線（おかやまけんどう42ごう おかやまていしゃじょうせん）は、岡山県岡山市北区を通る県道（主要地方道）である。

## 概要
道路法第7条第1項第5号の「主要地、主要港、主要停車場又は主要な観光地とこれらと密接な関係にある高速自動車国道、一般国道又は前各号の一に規定する都道府県道とを連絡する道路」に該当する県道で、JR西日本岡山駅（東口「後楽園口」）と国道53号柳川筋（国道180号・岡山県道27号岡山吉井線重複）とを結ぶ路線となっている。

### 路線データ
- 路線番号：1042[1]
- 起点：岡山県岡山市北区駅元町1番1（岡山駅）[1]
- 終点：岡山県岡山市北区野田屋町一丁目53番1先[1]
- 総延長：606.7 m [1]
- 実延長：0.6 km [2]
- 幅員：39.9 - 93.3 m [1]

## 歴史

### 年表
- 1954年（昭和29年）
  - 1月29日 - 建設省告示第16号により主要地方道岡山停車場線に指定。
  - 12月24日 - 岡山県により県道認定[1]。
- 1993年（平成5年）5月11日 - 建設省告示第1270号により県道岡山停車場線が主要地方道岡山停車場線として再指定[3]。
- 2009年（平成21年）4月1日 - 岡山市が政令指定都市に移行し、道路管理者が県から市に変わる。
- 2015年（平成27年）9月 - 岡山駅東口の愛称が「後楽園口」となる。

## 路線状況
道路中央部に路面電車の線路を有する。
- 岡山電気軌道東山本線
  - 岡山駅前停留場 - 西川緑道公園停留場 - 柳川停留場

### 通称
- 桃太郎大通り

## 地理

### 通過する自治体
- 岡山市（北区）

### 交差する道路
| 交差する道路 | 交差する場所                | 交差する場所      |
| --- | --------------------------- | ----------------- |
| 岡山市道101000104号南方柳町線 / 市役所筋                                                                             | 駅元町                      | 起点              |
| 岡山市道301000067号岩田町大学町線 / 西川緑道公園筋 岡山市道101000139号富田町富田線 / 西川緑道公園筋                  | 駅前町一丁目 野田屋町一丁目 |                   |
| 国道53号 / 柳川筋 国道180号 / 柳川筋 重複 岡山県道27号岡山吉井線 / 柳川筋 重複 岡山県道27号岡山吉井線 / 桃太郎大通り | 野田屋町一丁目              | 柳川交差点 / 終点 |

## 沿線
- 西川緑道公園